# Студентський парк (Севастополь)
Студентський парк (також Студентський сквер) — парк колишнього Севастопольського інституту банківської справи, розташований вздовж вулиці Паркової у Гагарінському районі Севастополя. З півдня і заходу межує з територією парку Перемоги. Парк закладений у 2010 році і нині займає площу близько 26 тисяч м².
З початку заснування у парку висаджено близько 400 дерев, понад 4,5 тисяч кущів і 11 тисяч квітів. У парку розміщується літній концертний майданчик на 752 посадочних місця, два фонтани, три водойми.
Теротиріально сад розбитий на шість садів: англійський, французький, український, російський, японський та східний. Кожен сад, крім французького, має свою альтанку. Також дві альтанки встановлені перед входом до парку зі сторони парку Перемоги. Фонтани розташовані у центральній частині парку і на території французького саду.
Перед кожним садом встановлені анотаційні камені, на яких вибиті рядочки з творів національних поетів.

## Зображення

### Анотаційні камені
| сад         | зображення | текст |
| англійський |            | То нам слепит глаза небесный глаз, То светлый лик скрывает непогода. Ласкает, нежит и терзает нас Своей случайной прихотью природа. Вільям Шекспір.                          |
| французький |            | Скажи, откуда ты приходишь, Красота? Твой взор — лазурь небес иль порожденье ада? Ты, как вино, пьянишь прильнувшие уста, Равно ты радости и козни сеять рада. Шарль Бодлер. |
| український |            | Вітер сумно зітхав у саду. Ти співав, я мовчазна сиділа, Пісня в серці у мене бриніла; Вітер сумно зітхав у саду… Леся Українка.                                             |
| ----------- | ---------- | --- |

| сад        | зображення | текст |
| російський |            | Если крикнет рать святая: «Кинь ты Русь, живи в раю!» Я скажу: «Не надо рая, Дайте родину мою». Сергій Єсенін.                                 |
| японський  |            | Тишина кругом. Проникает в сердце скал Лёгкий звон цикад. Мацуо Басьо.                                                                         |
| східний    |            | Я красоты приемлю самовластье. К ее порогу сам готов припасть я. Не обижайся на ее причуды. Ведь все, что от нее исходит — счастье. Омар Хаям. |
| ---------- | ---------- | --- |